# Liga ASOBAL de 2000–01
A Liga ASOBAL de 2000–2001 foi a 11º edição da Liga ASOBAL como primeira divisão do handebol espanhol. Com 14 equipes participantes o campeão foi o CB Ademar León.